# Éder Bonfim
Pour les articles homonymes, voir Bonfim.
Éder José de Oliveira Bonfim est un footballeur brésilien né le 3 avril 1981 à Cuiabá.